# 三江坝站
三江坝站是位于四川省广元市旺苍县三江镇的一个铁路车站，邮政编码628209。车站建于1993年，有广巴铁路经过该站，现仅办货运业务，不办理客运业务。车站距离广元南站91公里，隶属成都铁路局，车站等级不详。